# 亵渎古兰经

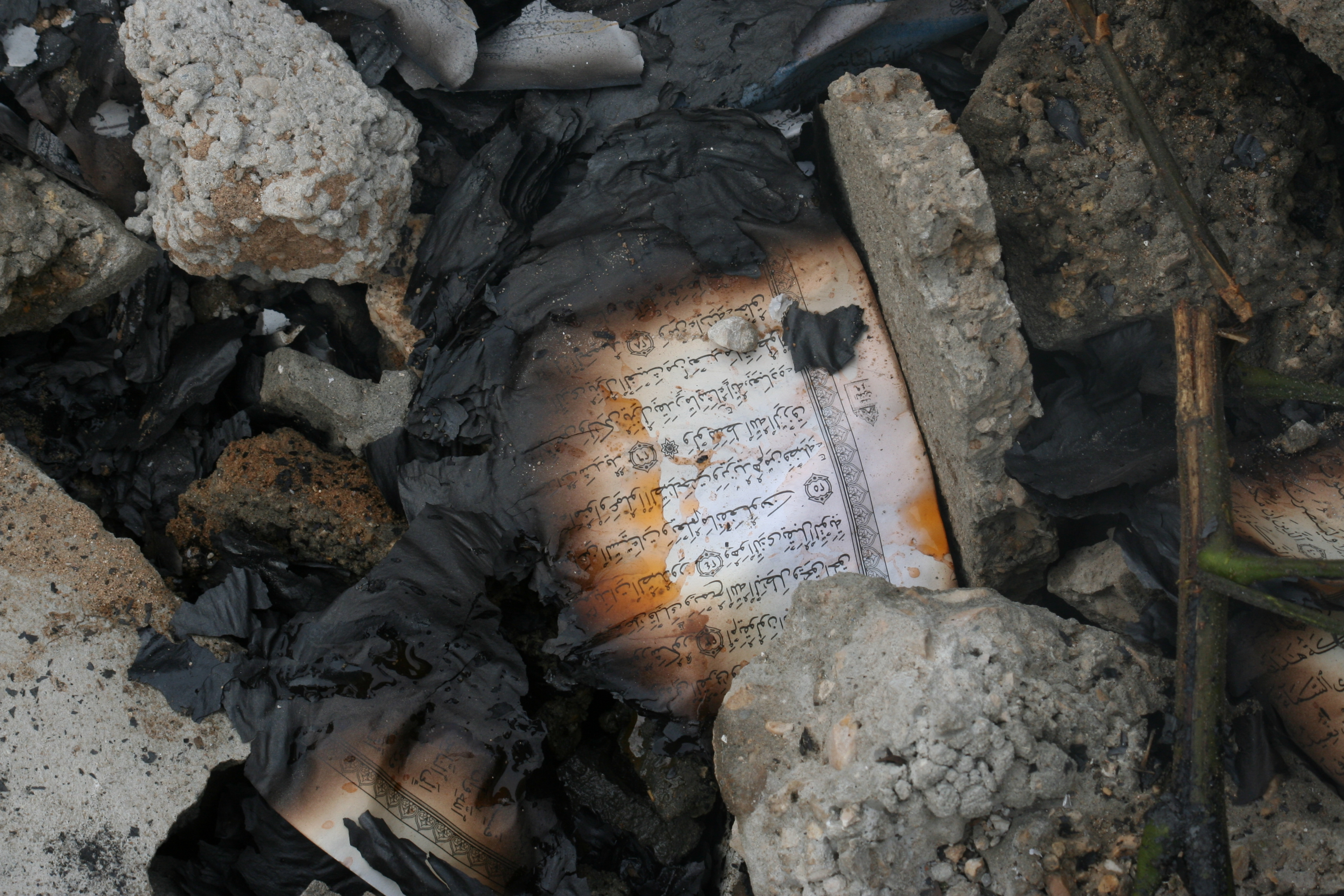
在加沙戰爭中被焚毁的《古兰经》

亵渎《古兰经》指对伊斯兰教宗教經典《古兰经》的侮辱行为，形式一般是对古兰经副本的玷污、损坏。由于穆斯林相信古兰经是神的启示，故意亵渎古兰经被穆斯林视为渎神行为。
在伊斯兰教多数教派的传统中，穆斯林在触摸《古兰经》前须洗小净，且必须时刻保持对《古兰经》副本的尊敬，甚至需要尊敬摘录出的经文。对废旧《古兰经》副本的处理同样是穆斯林所关心的问题。由于古兰经并未说明如何处理磨损或破损的经文片段，不同地区、不同教派对废旧《古兰经》有着多种相互冲突的处理方法。伊斯兰史学者迈克尔·库克称废旧《古兰经》副本应用布包裹，并埋在难以被踩踏之“圣地”或是安全地放置在难以接触不洁物之处。根据《阿拉伯新闻》，回收、撕毁废旧《古兰经》或将其制成纸浆的行为在穆斯林中是被禁止的，正确的处理方法是尊敬地焚烧或将废旧副本埋在土中。而回收废旧《古兰经》的主张在巴基斯坦亦一度遭遇反对声浪。
对《古兰经》文本的尊敬是伊斯兰教信仰中的重要元素。亵渎《古兰经》的行为在部分国家会招致监禁（如巴基斯坦刑法第295-B条规定亵渎古兰经者可处终身监禁），而在阿富汗、沙特阿拉伯、索马里甚至可被判处死刑。

## 主要的渎经事件

### 2005年关塔那摩
2005年，曾有消息称古巴关塔那摩湾拘押中心内发生了在穆斯林嫌疑犯面前故意亵渎《古兰经》的事件，这引发了广泛争议以及多地的穆斯林暴动。其后美军确认了四起士兵亵渎古兰经的行为（其中两起被称为“无意之举”）以及15起穆斯林战俘亵渎古兰经的行为。加拿大廣播公司称，美军的声明未能解释战俘亵渎自己圣书的原因。2005年5月，《新闻周刊》报道称美军人员为迫使嫌疑犯招供而在关塔那摩亵渎古兰经，这一报道引发了更强烈的穆斯林骚乱。

### 2007年尼日利亚
2007年3月，尼日利亚的一名基督徒教师克里斯蒂安娜·奥卢瓦托因·奥卢瓦塞辛在考场逮住一名作弊学生后，被穆斯林暴徒以亵渎《古兰经》为由施以私刑，最后被刺死。

### 2010/2011年美国
2010年，佛罗里达州盖恩斯维尔灵鸽世界服务中心的基督教牧师泰禮·瓊斯宣布将在九一一袭击事件9周年当天焚烧一本《古兰经》，并称2010年9月11日为“国际焚烧《古兰经》日”，此举引爆了国际上的反对声浪，泰禮·瓊斯本人后来取消了9月11日当天焚烧《古兰经》的计划，但在2011年3月20日主持了一次对《古兰经》的审判，并监督了另一名牧师焚毁《古兰经》的行为，阿富汗因此爆发骚乱，并导致12人死亡。

### 2012年阿富汗
2012年2月，阿富汗多地爆发示威活动，抗议当月在巴格拉姆空军基地发生的焚烧《古兰经》事件，示威者高呼“打倒美国”并焚烧美国国旗。至少有30人在示威中死亡，并有100余人受伤。6名美军士兵亦死于此次示威。

### 2012年孟加拉国
2012年9月29日，一名据称是佛教徒的人在Facebook个人主页上发布了一张亵渎《古兰经》的照片，导致科克斯巴扎尔县近25000名穆斯林袭击佛教寺院。

### 2020年瑞典
2020年8月29日至30日，由於當時瑞典警方阻止極右翼丹麥政客拉斯穆斯·帕魯丹入境，引發其支持者反對並焚烧《古兰经》，與當地的穆斯林爆發衝突。

### 2022年-2023年瑞典
2022年4月，丹麦极右翼政党强硬路线在瑞典多地举办集会焚烧《古兰经》，引发当地穆斯林群体与集会人士爆发冲突。

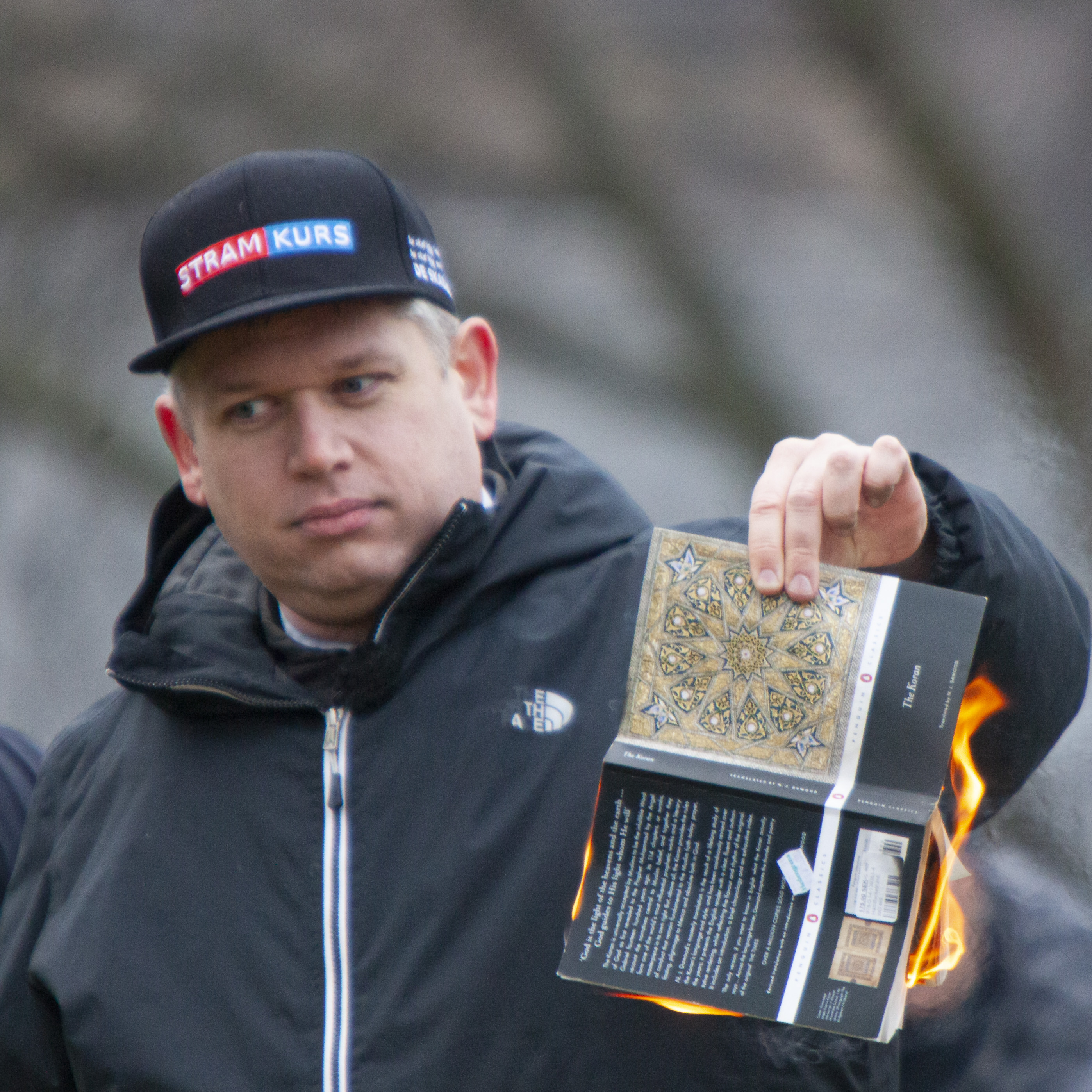
2023年1月，“强硬路线”领导人拉斯穆斯·帕鲁丹在土耳其驻瑞典大使馆附近焚烧《古兰经》

2023年，瑞典亦发生了多起焚烧《古兰经》事件，此后其中一名焚经者萨尔万·莫米卡于2025年1月29日被枪杀。

### 其他事件
沙特阿拉伯曾将非瓦哈比派朝圣者的《古兰经》销毁。
2013年3月，基地组织英文杂志《启示》发布了一张贴有泰礼·琼斯照片的通缉令，称其因针对穆斯林的罪行而被通缉。伊朗伊斯兰共和国广播电视台2013年4月8日称，泰利·琼斯计划于2013年9月11日再次焚烧《古兰经》。 同月11日，伊朗方面发表声明称“这一渎神之举将引发16亿穆斯林不可控制的愤怒”，巴基斯坦亦爆发反美示威。
2013年10月，一名土耳其女性因据称踩踏《古兰经》并将照片发布在Twitter上，其后因涉嫌渎神、煽动宗教仇恨而被捕。 
2016年7月31日，在2016年诺曼底教堂袭击事件发生后数日，马耳他圣母医院祈祷室内的多本《古兰经》内被夹入煙燻肉片（猪肉在伊斯兰教中为不洁之物），同时留下一张教堂遇袭事件遇难者雅克·阿梅尔的遗像，下方写有“伊斯兰受害者”字样。